# Lymnaeidae
Lymnaeidae Rafinesque, 1815 è una famiglia di molluschi gasteropodi del superordine Hygrophila.

## Tassonomia
Contiene tre sottofamiglie:
- Sottofamiglia Amphipepleinae Pini, 1877
  - Ampullaceana Servain, 1882
  - Austropeplea Cotton, 1942
  - Bullastra Bergh, 1901
  - Kamtschaticana Kruglov & Starobogatov, 1984
  - Lantzia Jousseaume, 1872
  - Limnobulla Kruglov & Starobogatov, 1985
  - Myxas G. B. Sowerby I, 1822
  - Orientogalba Kruglov & Starobogatov, 1985
  - Peregriana Servain, 1882
  - Racesina Vinarski & Bolotov, 2018
  - Radix Montfort, 1810
  - Tibetoradix Bolotov, Vinarski & Aksenova, 2018
- Sottofamiglia Lancinae Hannibal, 1914
  - Fisherola Hannibal, 1912
  - Idaholanx S. A. Clark, S. C. Campbell & Lydeard, 2017
  - Lanx Clessin, 1880
- Sottofamiglia Lymnaeinae Rafinesque, 1815
  - Acella Haldeman, 1841
  - Aenigmomphiscola Kruglov & Starobogatov, 1981
  - Bulimnea Haldeman, 1841
  - Erinna H. Adams & A. Adams, 1855
  - Galba Schrank, 1803
  - Hinkleyia F. C. Baker, 1928
  - Ladislavella B. Dybowski, 1913
  - Lymnaea Lamarck, 1799
  - Omphiscola Rafinesque, 1819
  - Pectinidens Pilsbry, 1911
  - Pseudisidora Thiele, 1931
  - Pseudosuccinea F. C. Baker, 1908
  - Stagnicola Jeffreys, 1830
  - Walterigalba Kruglov & Starobogatov, 1985

### Sinonimi
- Amphipeplea Nilsson, 1823: sinonimo di Myxas G. B. Sowerby I, 1822
- Auriculariana Servain, 1882: sinonimo di Radix Montfort, 1810
- Cerasina Kobelt, 1881: sinonimo di Radix Montfort, 1810
- Cyclolimnaea Dall, 1905: sinonimo di Myxas G. B. Sowerby I, 1822
- Glacilimnea Iredale, 1943: sinonimo di Austropeplea Cotton, 1942
- Gulnaria W. Turton, 1831: sinonimo di Radix Montfort, 1810
- Kutikina Ponder & Waterhouse, 1997: sinonimo di Austropeplea (Kutikina) Ponder & Waterhouse, 1997
- Neristoma H. & A. Adams, 1855: sinonimo di Neritostoma H. Adams & A. Adams, 1855: sinonimo di Radix Montfort, 1810 (ortografia successiva errata di Neritostoma H. & A. Adams, 1855)
- Neritostoma H. Adams & A. Adams, 1855: sinonimo di Radix Montfort, 1810
- Pacifimyxas Kruglov & Starobogatov, 1985: sinonimo di Kamtschaticana Kruglov & Starobogatov, 1984
- Simlimnea Iredale, 1943: sinonimo di Austropeplea Cotton, 1942
- Viridigalba Kruglov & Starobogatov, 1985: sinonimo di Orientogalba Kruglov & Starobogatov, 1985
- Berlaniana Kruglov & Starobogatov, 1986: sinonimo di Stagnicola Jeffreys, 1830
- Catascopia Meier-Brook & Bargues, 2002: sinonimo di Ladislavella B. Dybowski, 1913 (non valido: sinonimo minore oggettivo di Walterlymnaea)
- Corvusiana Servain, 1882: sinonimo di Stagnicola (Corvusiana) Servain, 1882 sinonimo di Stagnicola Jeffreys, 1830 (original combination)
- Costolimnaea B. Dybowski, 1913: sinonimo di Stagnicola Jeffreys, 1830
- Fossaria Westerlund, 1885: sinonimo di Galba Schrank, 1803 (non valido: sinonimo minore oggettivo di Galba)
- Leptolimnaea Tryon, 1884: sinonimo di Omphiscola Rafinesque, 1819 (successiva ortografia errata di Leptolimnea Swainson, 1840)
- Limnaea Blainville, 1824: sinonimo di Lymnaea Lamarck, 1799 (variante ortografica di Lymnaea)
- Limnaeus C. Pfeiffer, 1821: sinonimo di Lymnaea Lamarck, 1799 (ortografia successiva errata di Lymnaea Lamarck, 1799)
- Limnea: sinonimo di Lymnaea Lamarck, 1799 (ortografia successiva errata)
- Limneus Sandberger, 1875: sinonimo di Lymnaea Lamarck, 1799 (invalido: modifica ingiustificata di Lymnaea)
- Limneus Draparnaud, 1801: sinonimo di Lymnaea Lamarck, 1799 (ortografia successiva errata)
- Limnophysa Fitzinger, 1833: sinonimo di Stagnicola Jeffreys, 1830
- Lymnaeus Cuvier, 1816: sinonimo di Lymnaea Lamarck, 1799 (ortografia successiva errata)
- Lymnea [sic]: sinonimo di Lymnaea Lamarck, 1799 (ortografia successiva errata)
- Lymneus Férussac, 1812: sinonimo di Lymnaea Lamarck, 1799 (ortografia successiva errata)
- Lymnoea Suter, 1913: sinonimo di Lymnaea Lamarck, 1799 (errore di ortografia)
- Lymnoeus Michelin, 1831: sinonimo di Lymnaea Lamarck, 1799 (ortografia successiva errata di Lymnaea Lamarck, 1799)
- Lymnula Rafinesque, 1819: sinonimo di Lymnaea Lamarck, 1799 (invalido: modifica ingiustificata di Lymnaea)
- Lymnus Montfort, 1810: sinonimo di Lymnaea Lamarck, 1799 (invalido: modifica ingiustificata di Lymnaea)
- Microlimnaea W. Dybowski, 1908: sinonimo di Stagnicola Jeffreys, 1830
- Nasonia F. C. Baker, 1928: sinonimo di Galba (Bakerilymnaea) Weyrauch, 1964 sinonimo di Galba Schrank, 1803 (invalido: omonimo minore diNasonia Ashmead, 1904 [Hymenoptera]; Bakerilymnaea è un nome sostitutivo)
- Palustria W. Dybowski, 1908: sinonimo di Stagnicola Jeffreys, 1830
- Peplimnea Iredale, 1943: sinonimo di Bullastra Bergh, 1901
- Sphaerogalba Kruglov & Starobogatov, 1985: sinonimo di Galba (Bakerilymnaea) Weyrauch, 1964 sinonimo di Galba Schrank, 1803
- Turrilimnaea W. Dybowski, 1908: sinonimo di Stagnicola Jeffreys, 1830
- Walhiana Servain, 1882: sinonimo di Limnaea Blainville, 1824: sinonimo di Lymnaea Lamarck, 1799
- Leptolimnea Swainson, 1840: sinonimo di Omphiscola Rafinesque, 1819
- Sottofamiglia Radicinae Vinarski, 2013: sinonimo di Amphipepleinae Pini, 1877